# Стоян Събев (офицер)
Стоян Събев Митев е български офицер, генерал-полковник и политик от БКП.

## Биография
Роден е на 25 юни 1922 година в ямболското село Гълъбинци. Член е на РМС от 1937 г., а на БКП от 1945 г. От 1944 г. е на служба в българската армия. Участва във войната в Германия като доброволец. През 1953 г. завършва Военната академия в София, а след това и Военната академия на Генералния щаб на СССР „Климент Ворошилов“. От 1962 г. е командир на осемнадесета мотострелкова дивизия. Към 1967 г. е командир на трета мотострелкова дивизия в Благоевград Към 1972 година е командир на първа армия. В периода 17 август 1976 – 18 декември 1981 е командир на трета армия. Член е на бюрото на Окръжния комитет на БКП в Сливен до 1982 г. От 1981 до 1989 е началник на тила на българската армия. От 1986 до 1989 г. е кандидат-член на ЦК на БКП. Умира през 1989 г. Награждаван е с орден „Народна република България“ – III ст. (1972) и орден „Георги Димитров“ (1982). През 2012 година е удостен посмъртно с юбилеен медал „65 години от Победата над хитлерофашизма“.